# Cachrys
Cachrys är ett släkte i familjen flockblommiga växter.

## Arter
Släktet innehåller 7–11 accepterade arter.
I Plants of the World Online nämns följande arter:
- Cachrys alpina
- Cachrys crassiloba
- Cachrys cristata
- Cachrys libanotis
- Cachrys longiloba
- Cachrys pungens
- Cachrys sicula

I Catalogue of Life nämns följande arter:
- Cachrys aksekiensis
- Cachrys boissieri
- Cachrys crassiloba
- Cachrys cristata
- Cachrys libanotis
- Cachrys longiloba
- Cachrys pungens
- Cachrys sicula

I World Flora Online nämns följande arter:
- Cachrys aksekiensis
- Cachrys alpina
- Cachrys boissieri
- Cachrys caspica
- Cachrys crassiloba
- Cachrys cristata
- Cachrys libanotis
- Cachrys microcarpos
- Cachrys pungens
- Cachrys scabra
- Cachrys sicula